# Johannes Mollerup
Johannes Mollerup (* 3. Dezember 1872 in Nyborg; † 27. Juni 1937) war ein dänischer Mathematiker.
Mollerup studierte zunächst an der Universität Kopenhagen, wurde dort 1903 promoviert. und hatte anschließend von 1916 bis zu seinem Tod einen Lehrstuhl an der Danmarks Tekniske Universitet inne.
Zusammen mit Harald Bohr entwickelte er den Satz von Bohr-Mollerup zur einfachen Charakterisierung der Gammafunktion.